# Neoleria flavicornis
Neoleria flavicornis – gatunek muchówki z rodziny błotniszkowatych i podrodziny Heleomyzinae.
Gatunek ten opisany został w 1862 roku przez F. Hermanna Loewa jako Blepharoptera flavicornis.
Muchówka o ciele długości od 3,5 do 5 mm. Głowa jej wyposażona jest w dwie pary szczecinek orbitalnych o takiej samej długości. W chetotaksji tułowia występuje jedna para szczecinek sternopleuralnych oraz jedna para szczecinek śródplecowych, leżąca przed szwem poprzecznym. Przedpiersie jest nagie. Tylno-górne kąty mezopleurów zaopatrzone są w szczecinki. Kolce na żyłce kostalnej skrzydła są dłuższe niż owłosienie. Środkowa para odnóży ma na brzusznej stronie goleni ostrogi. Narządy rozrodcze samca charakteryzują wielokrotnie szersze od wyrostka epandrium, poszerzone przed zaokrąglonymi szczytami endyty.
Owad znany z Hiszpanii, Francji, Niemiec, Austrii, Włoch, Polski, Czech, Słowacji, Węgier, Ukrainy, Rumunii, Bułgarii, Bliskiego Wschodu i Kaukazu.